# Mässcupfinalen 1968
Mässcupfinalen 1968 var den tionde finalen i ordningen av Mässcupen. Den spelades över två matcher med den första matchen den 7 augusti och returmatchen den 11 september 1968 mellan engelska Leeds United FC och ungerska Ferencváros. Bägge lagen spelade sin andra final, Leeds hade tidigare en finalförlust 1967 medan Ferencváros hade vunnit cupen 1965. Den första matchen i Leeds slutade 1-0 och returmatchen i Budapest 0-0, sammanlagt 1-0 till Leeds som därmed vann sin första europeiska cupfinal.

## Matchsammandrag

### Första matchen i Leeds
Den första matchen av finalen spelades på Elland Road i Leeds inför en låg publiksiffra på cirka 25 000. Leeds som aviserat en mer offensiv inriktning den här säsongen inledde trevande, Ferencvaros hade en mer defensiv inställning och hade aviserat att man skulle vara nöjda med oavgjort. Leeds hade studerat motståndarna och hittat att målvakten Geczi hade problem med höga inlägg och hade anpassat sin taktik därefter. Mot slutet av första halvleken skulle taktiken ge utdelning i samband med en hörna. Den långe mittbacken Charlton intog en position på mållinjen för att sätta målvakten under press, Lorimer slog hörnan mot Charlton och målvakten Geczi lyckades inte hålla inlägget utan tappar bollen. Jones reagerade snabbast på den tappade bollen, slog den i mål och gav därmed Leeds ledningen med 1-0.
I andra halvleken dominerar Leeds och skapade en del chanser men utan att kunna göra mål, Ferencvaros försvarar sig och centerhalven Juhász som sista utpost var en jätte i försvaret. Det blir inga fler mål i matchen utan Leeds vinner med 1-0.

### Andra matchen (returmatchen) i Budapest
Returmatchen spelades i Budapest den 11 september 1968 och hemmalaget Ferencvaros hade anammat en betydligt offensivare taktik i och med att de var tvungna att göra minst två mål för att vinna cupen. Leeds spelade med en kontrollerad defensiv och trots att Ferencvaros dominerade så lyckades de inte skapa några klara målchanser under de första 20 minuterna. I 35:e minuten så fick Leeds en frispark på den ungerska planhalvan och på inlägget nickade Jones i ribban. Ferencvaros dominerade halvleken som dock blev mållös.
Ferencvaros dominans fortsatte i andra halvlek då laget kom i anfall efter anfall men Leeds försvarade sig skickligt. I 86:e minuten bryter Varga igenom, slår bollen förbi Sprake och i mål men ”målet” blir bortdömt för offside. Ett par minuter därefter får Ferencvaros en frispark just utanför straffområdet och Sprake gör en räddning på det efterföljande skottet från Novak.
Ferencvaros lyckades inte gör något mål utan matchen slutade 0-0, vilket innebar att Leeds vann finalen med 1-0 sammanlagt.

## Matchfakta

### Första matchen
|  | 7 augusti 1968 | Leeds United | 1 – 0           | Ferencváros | Elland Road, Leeds                               |                                                  |
|  |                | Jones 41′    | (1 – 0) Rapport |             | Publik: 25 268 Domare: Rudolf Scheurer (Schweiz) | Publik: 25 268 Domare: Rudolf Scheurer (Schweiz) |
|  |                |              |                 |             | Publik: 25 268 Domare: Rudolf Scheurer (Schweiz) | Publik: 25 268 Domare: Rudolf Scheurer (Schweiz) |
|  |                |              |                 |             | Publik: 25 268 Domare: Rudolf Scheurer (Schweiz) | Publik: 25 268 Domare: Rudolf Scheurer (Schweiz) |

| Leeds United | Ferencváros |

| LEEDS:    |    |                 |  |         |
|           |    |                 |  |         |
| MV        | 1  | Gary Sprake     |  |         |
| HB        | 2  | Paul Reaney     |  |         |
| VB        | 3  | Terry Cooper    |  |         |
| MF        | 4  | Billy Bremner   |  |         |
| CH        | 5  | Jack Charlton   |  |         |
| CH        | 6  | Norman Hunter   |  |         |
| HY        | 7  | Peter Lorimer   |  |         |
| MF        | 8  | Paul Madeley    |  |         |
| CF        | 9  | Mick Jones      |  | 41′ 46′ |
| MF        | 10 | John Giles      |  | 46′     |
| VY        | 11 | Eddie Gray      |  |         |
| Avbytare: |    |                 |  |         |
| FW        | 12 | Rod Belfitt     |  | 46′     |
| FW        | 13 | Jimmy Greenhoff |  | 46′     |
| Manager:  |    |                 |  |         |
| Don Revie |    |                 |  |         |

| FERENCVAROS: |    |                    |  |     |
|              |    |                    |  |     |
| MV           | 1  | István Géczi       |  |     |
| HB           | 2  | Dezső Novák        |  |     |
| VB           | 3  | Miklós Páncsics    |  |     |
| CH           | 4  | Sandor Havasi      |  |     |
| MF           | 5  | István Juhász      |  |     |
| FW           | 6  | Lajos Szűcs        |  |     |
| MF           | 7  | István Szőke       |  |     |
| MF           | 8  | Zoltán Varga       |  |     |
| FW           | 9  | Flórián Albert     |  |     |
| MF           | 10 | Gyula Rákosi       |  |     |
| FW           | 11 | Máté Fenyvesi      |  | 65′ |
| Avbytare:    |    |                    |  |     |
| MF           | 12 | László Branikovits |  | 65′ |
| Manager:     |    |                    |  |     |
| Károly Lakat |    |                    |  |     |

### Returmatchen
|  | 11 september 1968 | Ferencváros | 0 – 0           | Leeds United | Népstadion                                               |                                                          |
|  |                   |             | (0 – 0) Rapport |              | Publik: 76 000 Domare: Gerhard Schulenburg (Östtyskland) | Publik: 76 000 Domare: Gerhard Schulenburg (Östtyskland) |
|  |                   |             |                 |              | Publik: 76 000 Domare: Gerhard Schulenburg (Östtyskland) | Publik: 76 000 Domare: Gerhard Schulenburg (Östtyskland) |
|  |                   |             |                 |              | Publik: 76 000 Domare: Gerhard Schulenburg (Östtyskland) | Publik: 76 000 Domare: Gerhard Schulenburg (Östtyskland) |

| Ferencváros | Leeds United |

| FERENCVAROS: |    |                 |  |     |
|              |    |                 |  |     |
| MV           | 1  | István Géczi    |  |     |
| HB           | 2  | Dezső Novák     |  |     |
| VB           | 3  | Miklós Páncsics |  |     |
| CH           | 4  | Sandor Havasi   |  |     |
| MF           | 5  | István Juhász   |  |     |
| FW           | 6  | Lajos Szűcs     |  |     |
| MF           | 7  | István Szőke    |  | 60′ |
| MF           | 8  | Zoltán Varga    |  |     |
| FW           | 9  | Flórián Albert  |  |     |
| MF           | 10 | Gyula Rákosi    |  |     |
| FW           | 11 | Sándor Katona   |  |     |
| Avbytare:    |    |                 |  |     |
|              | 12 | Janos Karaba    |  | 60′ |
| Manager:     |    |                 |  |     |
| Károly Lakat |    |                 |  |     |

| LEEDS UNITED: |    |               |  |     |
|               |    |               |  |     |
| MV            | 1  | Gary Sprake   |  |     |
| HB            | 2  | Paul Reaney   |  |     |
| VB            | 3  | Terry Cooper  |  |     |
| MF            | 4  | Billy Bremner |  |     |
| CH            | 5  | Jack Charlton |  |     |
| CH            | 6  | Norman Hunter |  |     |
| HY            | 7  | Mike O'Grady  |  |     |
| MF            | 8  | Peter Lorimer |  |     |
| MF            | 9  | Paul Madeley  |  |     |
| CF            | 10 | Mick Jones    |  |     |
| VY            | 11 | Terry Hibbitt |  | 62′ |
| Avbytare:     |    |               |  |     |
| MF            | 12 | Mick Bates    |  | 62′ |
| Manager:      |    |               |  |     |
| Don Revie     |    |               |  |     |

Leeds United vann med 1-0 sammanlagt